# Eparchia di Faridabad
L'eparchia di Faridabad (in latino: Eparchia Faridabadensis Syro-Malabarensium) è una sede della Chiesa cattolica siro-malabarese in India suffraganea dell'arcieparchia di Ernakulam-Angamaly. Nel 2021 contava 175.000 battezzati. È retta dall'arcieparca, titolo personale, Kuriakose Bharanikulangara.

## Territorio
L'eparchia ha giurisdizione sui fedeli della Chiesa cattolica siro-malabarese residenti nel Territorio Nazionale della Capitale di Delhi e negli stati e territori indiani di Haryana, Punjab, Himachal Pradesh, Jammu e Kashmir, Ladakh nonché nei distretti di Gautam Buddha Nagar e Ghaziabad dello stato di Uttar Pradesh.
Sede eparchiale è la città di Faridabad, dove si trova la cattedrale di Cristo Re.
Il territorio è suddiviso in 74 parrocchie.

## Storia
L'eparchia è stata eretta il 6 marzo 2012 con la bolla Ad aptius consulendum di papa Benedetto XVI. In precedenza i fedeli della Chiesa cattolica siro-malabarese di questa parte dell'India erano affidati alle cure pastorali di missioni siro-malabaresi dipendenti da diocesi di rito latino.

## Cronotassi dei vescovi
Si omettono i periodi di sede vacante non superiori ai 2 anni o non storicamente accertati.
- Kuriakose Bharanikulangara, dal 6 marzo 2012

## Statistiche
L'eparchia nel 2021 contava 175.000 battezzati.
| anno | popolazione | popolazione | popolazione | presbiteri | presbiteri | presbiteri | presbiteri                | diaconi | religiosi | religiosi | parrocchie |
| anno | battezzati  | totale      | %           | numero     | secolari   | regolari   | battezzati per presbitero | diaconi | uomini    | donne     | parrocchie |
| ---- | ----------- | ----------- | ----------- | ---------- | ---------- | ---------- | ------------------------- | ------- | --------- | --------- | ---------- |
| 2012 | ?           | ?           | ?           | 44         | 22         | 22         | ?                         |         | 72        | 150       | 23         |
| 2013 | ?           | ?           | ?           | 44         | 22         | 22         | ?                         |         | 72        | 150       | 23         |
| 2016 | 152.000     | ?           | ?           | 99         | 41         | 58         | 1.535                     |         | 58        | 820       | 69         |
| 2019 | 164.934     | ?           | ?           | 118        | 55         | 63         | 1.397                     |         | 63        | 950       | ?          |
| 2021 | 175.000     | ?           | ?           | 95         | 32         | 63         | 1.842                     |         | 63        | 1.040     | 74         |